# Renaud Capuçon
Renaud Capuçon (Chambéry, 27 gennaio 1976) è un violinista francese.

## Biografia
Renaud Capuçon intraprende lo studio del violino all'età di quattro anni presso il conservatorio della sua città natale. Dall'età di 14 anni prosegue gli studi nella classe di Gérard Poulet al Conservatorio di Parigi. Si diploma tre anni più tardi ottenendo il Premier Prix di violino e anche di musica da camera.
Negli anni che seguono partecipa a numerosi concorsi internazionali, e fa parte prima dell'Orchestra Giovanile Europea e poi della Gustav Mahler Jugendorchester, quale primo violino sotto la direzione di Claudio Abbado.
Intraprende parallelamente la carriera di solista e di camerista, avendo come partner abituali in particolare i pianisti Nicholas Angelich, Jérôme Ducros, Frank Braley, Martha Argerich, Hélène Grimaud, il violista Gérard Caussé e il violoncellista (suo fratello minore) Gautier Capuçon.
Nel 1996 fonda a La Ravoire, località nei pressi di Chambéry, i Rencontres artistiques de Bel-Air, festival che nel corso di circa dieci anni ha ospitato alcuni dei migliori cameristi sulla scena internazionale, quali Michel Dalberto, Martha Argerich, Stephen Kovacevich, Augustin Dumay, Gérard Caussé, Paul Meyer, Emmanuel Pahud, Katia e Marielle Labèque, ecc.
Dopo aver suonato un Vuillaume, un Guadagnini ed uno Stradivari, ha avuto in prestito dalla Banca della Svizzera Italiana il Guarneri del Gesù "Panette" (1737) appartenuto a Isaac Stern.
Nel 2000 è nominato nuovo talento dell'anno ai Victoires de la Musique Classique, che gli assegnano nel 2005 il titolo di "Strumento solista dell'anno". Ha ricevuto nel 2006 il premio "Georges Enesco" della Sacem, corrispondente francese della SIAE.
Nel maggio 2009 è stato ripreso nel cortometraggio "7.57 am-pm" sotto la direzione di Simon Lelouch; nel filmato lo si vede interpretare sul suo Guarneri del Gesù La melodia d'Orfeo di Christoph Willibald Gluck in mezzo ai viaggiatori della linea 6 del Metrò di Parigi, nell'indifferenza quasi generale.
Incide in esclusiva per l'etichetta francese Erato.

## Vita privata
Fratello del violoncellista Gautier Capuçon, dal 2009 è sposato con la giornalista Laurence Ferrari. Dalla loro unione è nato un figlio di nome Elliott.

## Discografia
- 1999:
  - Franz Schubert : Gran duo, Rondò brillante, Fantasia. Con Jérôme Ducros. CD Virgin Classics,
- 2001:
  - ’Le Bœuf sur le toit', Brani francesi per violino e orchestra di Saint-Saëns, Massenet, Ravel, Berlioz, Milhaud. Con la Deutsche Kammerphilharmonie di Brema e Daniel Harding. Virgin Classics,
- 2002:
  - Henri Dutilleux : Concerto per violino L'Arbre des Songes. Con l'Orchestre Philharmonique de Radio France e Chung Myung-whun. Virgin Classics,
  - Maurice Ravel : Trio con pianoforte, Sonata per violino e pianoforte, Sonata per violino e violoncello "Sonata postuma". Con Gautier Capuçon e Frank Braley. Virgin Classics,
- 2003:
  - ’Face à face', Duo per violino e violoncello di Kodály, Schulhoff, Haendel, Tanguy…. Con Gautier Capuçon. Virgin Classics,
- 2004:
  - Ludwig van Beethoven : Triplo concerto per violino, violoncello e pianoforte. Con Martha Argerich, Mischa Maisky, Orchestra della Svizzera Italiana, Alexandre Rabinovitch. EMI Classics,
  - Johannes Brahms : I Triii per pianoforte, violino e violoncello. Con Gautier Capuçon, Nicholas Angelich. 2CD Virgin Classics,
  - Felix Mendelssohn : Concerto per violino e orchestra in mi minore op. 64, Robert Schumann : Concerto per violino. Con la Mahler Chamber Orchestra e Daniel Harding. Virgin Classics,
  - Camille Saint-Saëns : Il Carnevale degli Animali, Settimino, Fantasia per violino e arpa. Con Emmanuel Pahud, Gautier Capuçon, Paul Meyer, Esther Hoppe, Michel Dalberto, Frank Braley, Béatrice Muthelet, David Guerrier, Janne Saksala, Florent Jodelet, Marie-Pierre Langlamet. Virgin Classics,
  - Franz Schubert : Quintetto per pianoforte e archi La Trota, Variazioni su ‘Trockne Blumen’. Con Gautier Capuçon, Gérard Caussé, Aloïs Posch, Frank Braley. CD Virgin Classics,
- 2005:
  - Johannes Brahms : Le sonate per violino e pianoforte, Scherzo dalla Sonata FAE. Con Nicholas Angelich. Virgin Classics,
- 2006:
  - ’Inventions', Duo per violino e violoncello di Bach, Eisler, Beffa, Bartók, Klein, Kreisler…. Con Gautier Capuçon. Virgin Classics,
- 2007:
  - Johannes Brahms : Doppio concerto per violino e violoncello, Quintetto per clarinetto e archi. Con Gautier Capuçon, Gustav Mahler Jugendorchester e Chung Myung-whun, Paul Meyer, Quatuor Capuçon. Virgin Classics,
  - Franz Schubert : I trii per violino, violoncello e pianoforte, Sonatensatz, Notturno. Con Gautier Capuçon, Frank Braley. 2CD Virgin Classics,
- 2008:
  - Johannes Brahms : I quartetti per pianoforte e archi. Con Gautier Capuçon, Gérard Caussé, Nicholas Angelich. 2CD Virgin Classics,
  - "Capriccio", 21 pezzi virtuosistici per violino. Con Jérôme Ducros. Virgin Classics,
- 2009:
  - Ludwig van Beethoven e Erich Korngold : Concerti per violino. Con l'Orchestra Filarmonica di Rotterdam e Yannick Nézet-Séguin. Virgin Classics,
  - Wolfgang Amadeus Mozart : Concerti per violino 1 e 3, Sinfonia concertante. Con Antoine Tamestit, Scottish Chamber Orchestra e Louis Langrée. Virgin Classics,
- 2011:
  - Ludwig van Beethoven : Le sonate per violino e pianoforte. Con Frank Braley. 3CD Virgin Classics,
  - Gabriel Fauré : La musica da camera per strumenti ad arco e pianoforte. Avec Gautier Capuçon, Gérard Caussé, Quatuor Ebène, Nicholas Angelich, Michel Dalberto. 5CD Virgin Classics,
- 2012:
  - Johannes Brahms e Alban Berg : Concerti per violino. Con i Wiener Philharmoniker e Daniel Harding. CD Virgin Classics.
- 2013:
  - Johann Sebastian Bach : Concerti per violino BWV 1041 e 1042; Pēteris Vasks : Distant Light. Con la Chamber Orchestra of Europe. CD Erato.